# Rodania

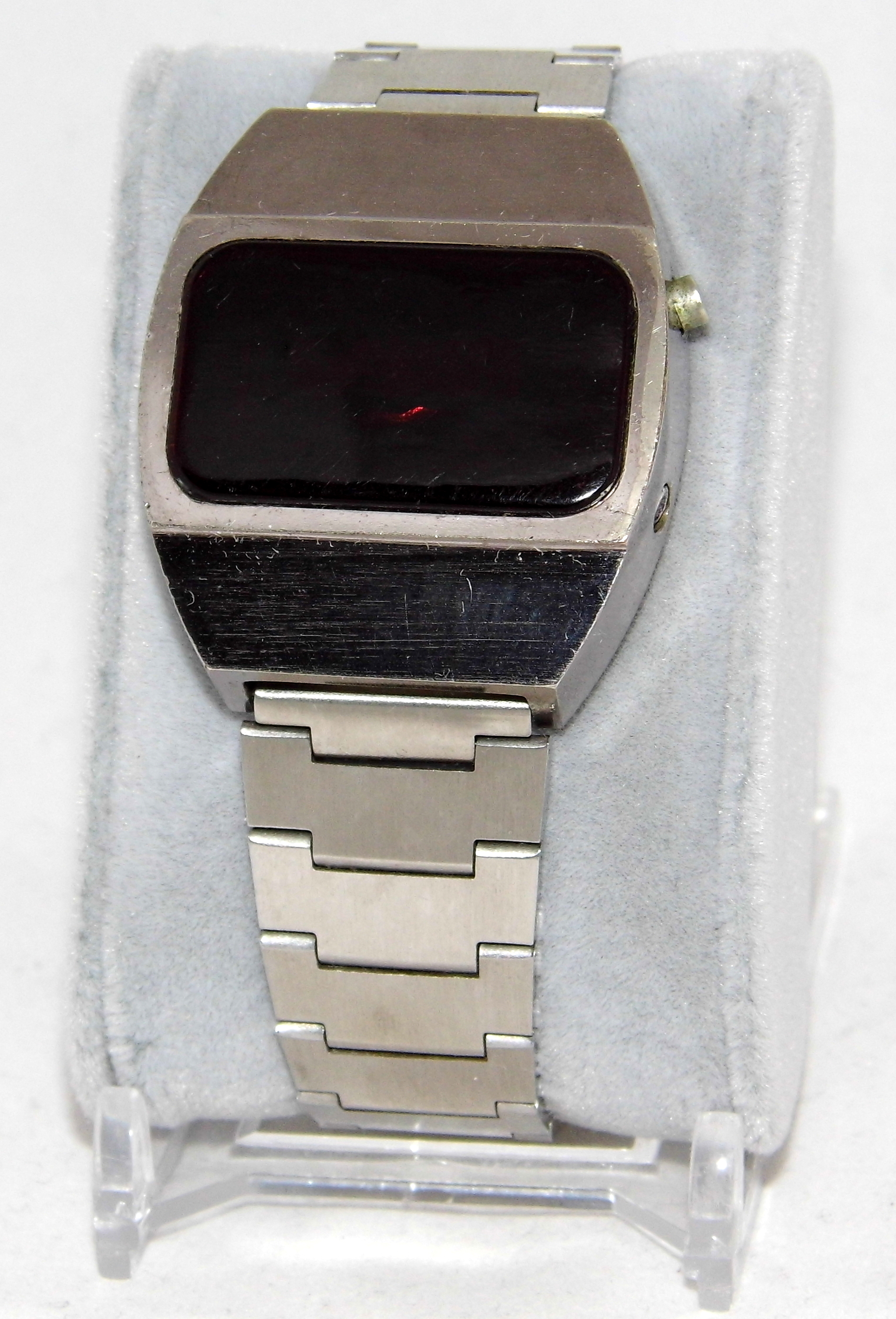
Een Rodaniahorloge uit de jaren 70

Rodania is een Zwitsers polshorlogemerk. Het bedrijf ontstond in Grenchen, een stad die bekend is voor zijn horloge-industrie.

## Geschiedenis
Rodania ontstond in 1930 met de familie Baumgartner aan het roer. Na verloop van tijd openden er verkoopcentra in New York, Montreal, Caracas, Madrid en Brussel.
In 1951 was de Belgische tak van het bedrijf in handen van Manfred Aebi (en) (1932-2021), een Zwitser met polio die geëmigreerd was naar België. Aanvankelijk was het niet de bedoeling dat Aebi de rest van zijn leven doorbracht in België, maar dat veranderde door zijn huwelijk met Simone Verlinden.
De concurrentie van (goedkope) polshorloges uit Japan en het Verre Oosten vormde een grote bedreiging voor het voortbestaan van dit merk, waarna het Zwitserse management bijna bankroet ging. In het midden van de jaren 90 was Rodania nog slechts een fractie van wat het ooit was. Rodania was echter wel nog marktleider in België, waarna het Belgische management, met de familie Aebi als eigenaars, het Zwitserse bedrijf overnam. Ze kochten het merk, de licenties en alle auteursrechten, om zo het voortbestaan van Rodania te garanderen. Als gevolg van deze operatie verhuisde het internationale verkoopdistributiepunt naar Brussel. Nu bevindt dit zich in Wemmel.
De familie Aebi besloot om nieuw kapitaal aan te trekken, en vond een partner in de Belgische investeringsgroep BV Capital Partners. De familie verkocht het bedrijf en is niet langer aandeelhouder. Nu exporteert Rodania weer, onder andere naar Frankrijk.
In 2022 nam de Vincent Gaye Company het merk Rodania over. 

## Trivia
Sinds 1954 sponsort Rodania wielerwedstrijden, waarbij de wedstrijdwagen een speaker heeft die voortdurend "Ta ta ta taaa, Ro-da-ni-aaaa" afspeelt. Deze wagen kondigt de aanstormende renners aan. Begin 2018 werd aangegeven dat het merk stopt met de sponsoring van de meeste wielerwedstrijden. Het deuntje is gebaseerd op de vijfde symfonie van Beethoven en wordt in dit geval gespeeld door een trompettist die de "Ta ta ta taaa" blaast en een zanger die "Ro-da-ni-aaaa" zingt.
Sinds 2022 heeft het merk de sponsoring van wielerwedstrijden hervat.